# Paraleptomys wilhelmina
Paraleptomys wilhelmina és un complex d'espècies de rosegadors de la família dels múrids. Viuen a altituds d'entre 1.800 i 2.800 msnm a Indonèsia i Papua Nova Guinea. El seu hàbitat natural són les selves montanes. Es desconeix si hi ha cap amenaça significativa per a la supervivència d'aquests animals. Aquest tàxon fou anomenat en referència al mont Wilhelmina.